# Conus beatrix
Conus beatrix é uma espécie de gastrópode do gênero Conus, pertencente à família Conidae.